# Pentarrhaphis
Pentarrhaphis  es un género de plantas herbáceas,  perteneciente a la familia de las poáceas. Es originario de América desde México a Colombia.

## Especies
- Pentarrhaphis annua
- Pentarrhaphis fournierana
- Pentarrhaphis fournieriana
- Pentarrhaphis geminata
- Pentarrhaphis paupercula
- Pentarrhaphis polymorpha
- Pentarrhaphis scabra